# Oko-Akarè
Oko-Akarè è un arrondissement del Benin situato nella città di Adja-Ouèrè (dipartimento dell'Altopiano) con 13.384 abitanti (dato 2006).